# اورپاراپارا
اورپاراپارا (به لاتین: Ureparapara) یک جزیره در وانواتو است که در Torba واقع شده‌است. اورپاراپارا ۴۳۷ نفر جمعیت دارد و ۳۰۰ متر بالاتر از سطح دریا واقع شده‌است.